# Ellen van der Weijden-Bast
Eleonora Johanna (Ellen) van der Weijden-Bast (Gouda, 29 augustus 1971) is een voormalige Nederlands waterpolospeelster.
Ellen van der Weijden-Bast nam eenmaal deel aan de Olympische Spelen, in 2000. Ze eindigde met het Nederlands team op de vierde plaats. In de competitie kwam Van der Weijden-Bast uit voor GZC uit Gouda.
Gillian van den Berg · 
Karla van der Boon · 
Hellen Boering · 
Daniëlle de Bruijn · 
Edmée Hiemstra · 
Karin Kuipers · 
Ingrid Leijendekker · 
Patricia Libregts · 
Mirjam Overdam · 
Heleen Peerenboom · 
Carla Quint · 
Marjan op den Velde · 
Ellen van der Weijden-Bast